# Lijst van voetbalinterlands Guatemala - Paraguay
Deze lijst van voetbalinterlands is een overzicht van alle officiële voetbalwedstrijden tussen de nationale teams van Guatemala en Paraguay. De landen speelden tot op heden elf keer tegen elkaar. De eerste ontmoeting, een vriendschappelijke wedstrijd, werd gespeeld in Guatemala-Stad op 10 maart 1965. Het laatste duel, eveneens een vriendschappelijke wedstrijd, vond plaats op 9 juni 2019 in Asunción.

## Wedstrijden
| №  | Plaats          | Datum            | Competitie        | Wedstrijd            | Uitslag |
| -- | --------------- | ---------------- | ----------------- | -------------------- | ------- |
| 1  | Guatemala-Stad  | 10 maart 1965    | Vriendschappelijk | Guatemala – Paraguay | 1 – 4   |
| 2  | Guatemala-Stad  | 14 maart 1965    | Vriendschappelijk | Guatemala – Paraguay | 0 – 3   |
| 3  | Los Angeles     | 7 mei 1989       | Vriendschappelijk | Paraguay – Guatemala | 2 – 1   |
| 4  | Asunción        | 3 maart 1999     | Vriendschappelijk | Paraguay – Guatemala | 3 – 2   |
| 5  | Guatemala-Stad  | 15 oktober 1999  | Vriendschappelijk | Guatemala – Paraguay | 0 – 0   |
| 6  | Los Angeles     | 23 januari 2005  | Vriendschappelijk | Paraguay – Guatemala | 2 – 1   |
| 7  | Asunción        | 22 februari 2012 | Vriendschappelijk | Paraguay – Guatemala | 2 – 1   |
| 8  | Guatemala-Stad  | 25 april 2012    | Vriendschappelijk | Guatemala – Paraguay | 0 – 1   |
| 9  | Washington D.C. | 15 augustus 2012 | Vriendschappelijk | Paraguay – Guatemala | 3 – 3   |
| 10 | Luque           | 14 november 2012 | Vriendschappelijk | Paraguay – Guatemala | 3 – 1   |
| 11 | Asunción        | 9 juni 2019      | Vriendschappelijk | Paraguay − Guatemala | 2 − 0   |

## Samenvatting
| Competitie        | Totaal gespeeld | Winst Guatemala | Gelijk | Winst Paraguay | Doelsaldo Guatemala – Paraguay |
| ----------------- | --------------- | --------------- | ------ | -------------- | ------------------------------ |
| Vriendschappelijk | 11              | 0               | 2      | 9              | 10 − 25                        |
| Totaal            | 11              | 0               | 2      | 9              | 10 − 25                        |

## Details

### Vijfde ontmoeting
| Vriendschappelijk (Guatemala-Stad, Guatemala, 15 oktober 1999): |       |          |
| Guatemala                                                       | 0 – 0 | Paraguay |
|                                                                 | goals |          |
| - Debuut van doelman Aldo Bobadilla voor Paraguay.              |       |          |

### Zevende ontmoeting
| Vriendschappelijk (Asunción, Paraguay, 22 februari 2012): |       |                 |
| Paraguay                                                  | 2 – 1 | Guatemala       |
| Edgar Benítez 34' Ariel Bogado 70'                        | goals | 81' Carlos Ruíz |

### Achtste ontmoeting
| Vriendschappelijk (Guatemala-Stad, Guatemala, 25 april 2012): |       |                      |
| Guatemala                                                     | 0 – 1 | Paraguay             |
|                                                               | goals | 6' Ricardo Mazacotte |

### Negende ontmoeting
| Vriendschappelijk (Washington D.C., Verenigde Staten, 15 augustus 2012): |       |                                                              |
| Paraguay                                                                 | 3 – 3 | Guatemala                                                    |
| Óscar Cardozo 1' Jonathan Fabbro 53' Hernán Pérez 63'                    | goals | 8' (pen.) Marco Pappa 29' Manuel León 84' (pen.) Carlos Ruíz |

### Tiende ontmoeting
| Vriendschappelijk (Luque, Paraguay, 14 november 2012):   |       |                 |
| Paraguay                                                 | 3 – 1 | Guatemala       |
| Luis Caballero 37' Pablo Aguilar 59' Pablo Aguilar 90+1' | goals | 87' Minor López |

FNFG · A-internationals · Selecties · Guatemalteeks vrouwenelftal
1920 – 1949 ·
1950 – 1969 ·
1970 – 1979 ·
1980 – 1989 ·
1990 – 1999 ·
2000 – 2009 ·
2010 – 2019 ·
2020 − 2029
1921 · 
1922 · 
1923 · 
1923–1929 · 
1930 · 
1931–1934 · 
1935 · 
1935–1942 · 
1943 · 
1944 · 1945 · 
1946 · 
1947 · 
1948 · 
1949 · 
1950 · 
1941 · 1942 · 
1953 · 
1954 · 
1955 · 
1956 · 
1957 · 
1958 · 1959 · 
1960 · 
1961 · 1962 · 
1963 · 
1964 · 
1965 · 
1966 · 
1967 · 
1968 · 
1969 · 
1970 · 
1971 · 
1972 · 
1973 · 
1974 · 
1975 · 
1976 · 
1977 · 
1978 · 1979 · 
1980 · 
1981 · 1982 · 
1983 · 
1984 · 
1985 · 
1986 · 
1987 · 
1988 · 
1989 · 
1990 · 
1991 · 
1992 · 
1993 · 1994 · 
1995 · 
1996 · 
1997 · 
1998 · 
1999 · 
2000 · 
2001 · 
2002 · 
2003 · 
2004 · 
2005 · 
2006 · 
2007 · 
2008 · 
2009 · 
2010 · 
2011 · 
2012 · 
2013 · 
2014 ·
2015 ·
2016 ·
2017 ·
2018 ·
2019 ·
2020 ·
2021 ·
2022 ·
2023 ·
2024
Anguilla ·
Antigua en Barbuda ·
Argentinië ·
Armenië ·
Barbados ·
Belize ·
Bermuda ·
Bolivia ·
Brazilië ·
Britse Maagdeneilanden ·
Canada ·
Chili ·
Colombia ·
Costa Rica ·
Cuba ·
Curaçao ·
Dominica ·
Dominicaanse Republiek ·
Ecuador ·
El Salvador ·
Grenada ·
Guyana ·
Haïti ·
Honduras ·
IJsland ·
Iran ·
Israël ·
Jamaica ·
Japan ·
Mexico ·
Nederlandse Antillen ·
Nicaragua ·
Noorwegen ·
Panama ·
Paraguay ·
Peru ·
Polen ·
Puerto Rico ·
Qatar ·
Saint Lucia ·
Saint Vincent en de Grenadines ·
Slowakije ·
Sovjet-Unie ·
Suriname ·
Trinidad en Tobago ·
Uruguay ·
Venezuela ·
Verenigde Staten ·
Zuid-Afrika ·
Zuid-Korea
APF · A-internationals · Selecties · Bondscoaches · Paraguayaans vrouwenelftal · Paraguay U21 · Paraguay U20 · Paraguay U19 · Paraguay U18 · Paraguay U17
1919 – 1929 · 
1930 – 1939 · 
1940 – 1949 · 
1950 – 1959 · 
1960 – 1969 · 
1970 – 1979 · 
1980 – 1989 · 
1990 – 1999 · 
2000 – 2009 · 
2010 – 2019 ·
2020 − 2029
WK 1930 · 
WK 1950 · 
WK 1958 · 
WK 1986 · 
WK 1998 · 
WK 2002 · 
WK 2006 · 
WK 2010
OS 1992 · 
OS 2004
1919 · 
1920 · 
1921 · 
1922 · 
1923 · 
1924 · 
1925 · 
1926 · 
1927 · 
1928 · 
1929 · 
1930 · 
1931 · 
1932–1936 · 
1937 · 
1938 · 
1939 · 
1940 · 
1941 · 
1942 · 
1943 · 
1944 · 
1945 · 
1946 · 
1947 · 
1948 · 
1949 · 
1950 · 
1951–1952 · 
1953 · 
1954 · 
1955 · 
1956 · 
1957 · 
1958 · 
1959 · 
1960 · 
1961 · 
1962 · 
1963 · 
1964 · 
1965 · 
1966 · 
1967 · 
1968 · 
1969 · 
1970 · 
1971 · 
1972 · 
1973 · 
1974 · 
1975 · 
1976 · 
1977 · 
1978 · 
1979 · 
1980 · 
1981 · 
1982 · 
1983 · 
1984 · 
1985 · 
1986 · 
1987 · 
1988 · 
1989 · 
1990 · 
1991 · 
1992 · 
1993 · 
1994 · 
1995 · 
1996 · 
1997 · 
1998 · 
1999 · 
2000 · 
2001 · 
2002 · 
2003 · 
2004 · 
2005 · 
2006 · 
2007 · 
2008 · 
2009 · 
2010 · 
2011 · 
2012 · 
2013 · 
2014 · 
2015 · 
2016 ·
2017 ·
2018 ·
2019 ·
2020 ·
2021 ·
2022
Argentinië ·
Armenië ·
Australië ·
Bahrein ·
België ·
Bolivia ·
Bosnië en Herzegovina · 
Brazilië ·
Bulgarije ·
Canada ·
Chili ·
China ·
Colombia ·
Costa Rica ·
Denemarken ·
Duitsland ·
Ecuador ·
El Salvador ·
Engeland ·
Frankrijk ·
Georgië ·
Griekenland ·
Guadeloupe ·
Guatemala ·
Honduras ·
Hongarije ·
Hongkong ·
Ierland ·
Indonesië ·
Irak ·
Iran ·
Italië ·
Ivoorkust ·
Jamaica ·
Japan ·
Joegoslavië ·
Jordanië ·
Kameroen ·
Marokko ·
Mexico ·
Nederland ·
Nicaragua ·
Nieuw-Zeeland ·
Nigeria ·
Noord-Korea ·
Noord-Macedonië ·
Noorwegen ·
Oman ·
Oostenrijk ·
Panama ·
Peru ·
Polen ·
Portugal ·
Qatar ·
Roemenië ·
Saoedi-Arabië ·
Schotland ·
Servië ·
Slovenië ·
Slowakije ·
Spanje ·
Togo ·
Trinidad en Tobago ·
Tsjechië ·
Turkije ·
Uruguay ·
Venezuela ·
Verenigde Arabische Emiraten ·
Verenigde Staten ·
Wales ·
Zuid-Afrika ·
Zuid-Korea ·
Zweden
Engeland (2006) · 
Italië (2010) · 
Slovenië (2002) · 
Spanje (2002) · 
Trinidad en Tobago (2006) · 
Zuid-Afrika (2002) · 
Zweden (2006)